# Liste der Bodendenkmale in Juliusburg
In der Liste der Bodendenkmale in Juliusburg sind die Bodendenkmale der Gemeinde Juliusburg nach dem Stand der Bodendenkmalliste des Archäologischen Landesamts Schleswig-Holstein von 2016 aufgelistet. Die Baudenkmale sind in der Liste der Kulturdenkmale in Juliusburg aufgeführt.
| Denkmal-ID           | Befundart          | Bezeichnung                                | Zeitstellung | Lage | Bemerkungen | Bild |
| -------------------- | ------------------ | ------------------------------------------ | ------------ | ---- | ----------- | ---- |
| aKD-ALSH-Nr. 000 691 | Befestigung > Burg | Burg/Motte/Ringwall/Turmhügel „Juliusburg“ | Mittelalter  |      |             |      |